# Pingala
Pingala (en devanagari पिङ्गल, Piṅgala) va ser un matemàtic de l'antiga Índia natural de l'actual estat de Kerala. És l'autor del Txanda-xastra, un llibre escrit en sànscrit sobre les mètriques vèdiques o síl·labes llargues i curtes, on hi va presentar la primera descripció coneguda d'un sistema de numeració binari. La seva obra també conté les idees bàsiques del Matra-meru (successió de Fibonacci) i el meru-prāstāra (el triangle de Pascal).
Es creia que va viure al segle iii aC, però segons la tradició hauria estat el germà menor de Pànini, el gran gramàtic indi del segle v aC, pel que va caldre situar Pingala dos o tres segles abans.